# NZXT
NZXT ist ein US-amerikanischer Hardwarehersteller mit Sitz in Los Angeles, Kalifornien.

## Geschichte
NZXT wurde 2004 von Johnny Hou gegründet und stellt Produkte speziell für den eigenständigen PC-Bau her. Das erste Produkt des Unternehmens war der NZXT Guardian, ein Gehäuse mit einer Kunststoff-Frontblende, die an Transformers erinnerte. Im Laufe der Zeit expandierte das Unternehmen allmählich in andere Kategorien der Computer-Hardware, darunter Netzteile, Computerkühlung, Motherboards und Streaming-Geräte.

## Produkte

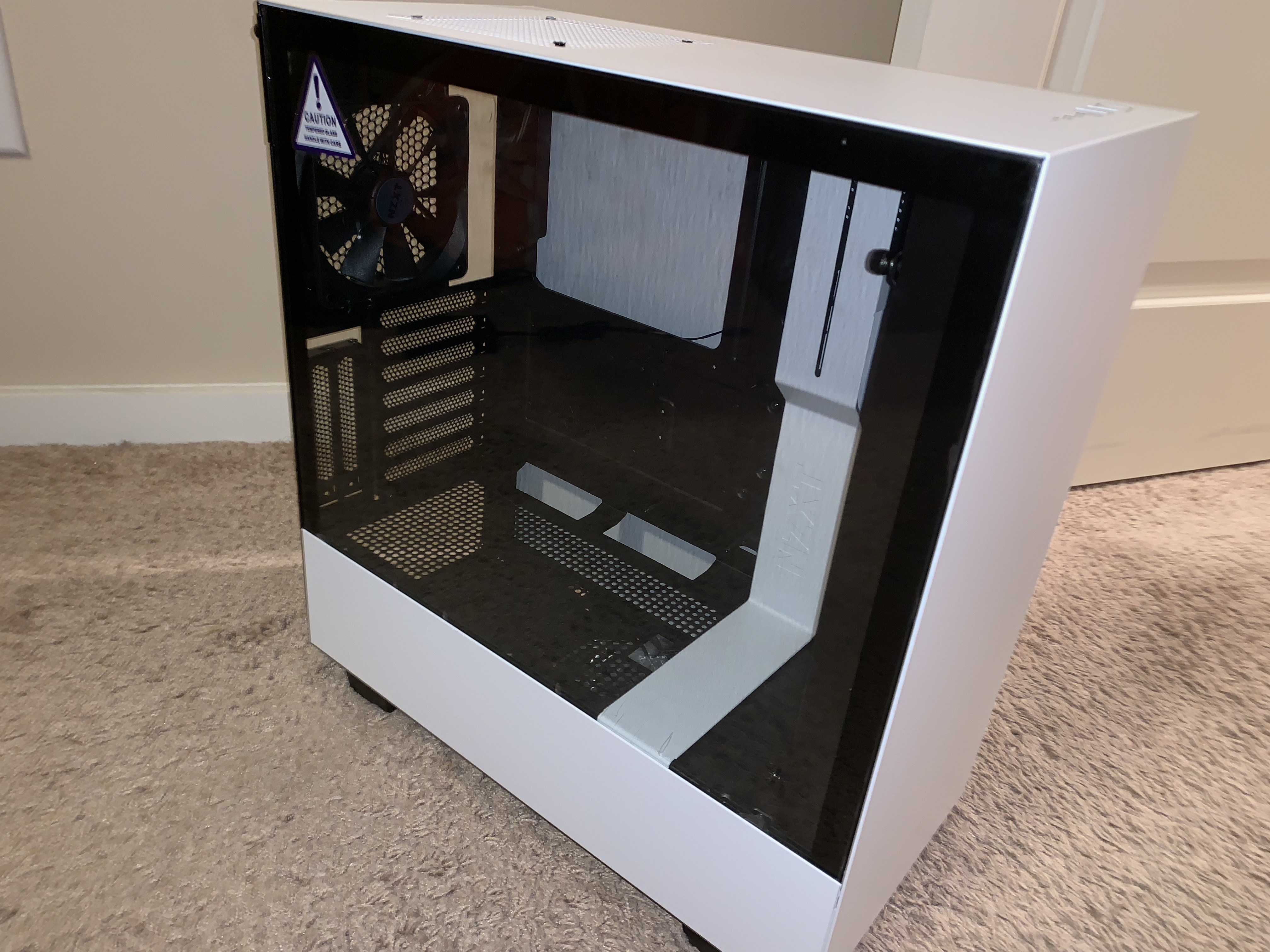
Ein leeres H500i-Gehäuse

Am bekanntesten ist NZXT für seine Computergehäuse, aber auch Motherboards, PC-Netzteile- und Kühlung, LED-Beleuchtung und weiteres Zubehör speziell für PC-Spieler. Das Unternehmen entwickelt seine Produkte in Los Angeles, die Fertigung folgt in Shenzhen.

### Netzteile
NZXT begann 2010 mit dem Verkauf von PC-Netzteilen, stellte ihn 2016 allerdings wieder ein. Im Juli 2018 brachte das Unternehmen wieder eine Reihe von modularen Netzteilen auf den Markt.

## BLD
Im Jahr 2017 veröffentlichte NZXT einen Service zum Zusammenstellen eines Computers namens BLD, der seit 2020 auch in Deutschland und Österreich verfügbar ist. Der Service fragt nach den Spielen, die darauf gespielt werden sollen, nach dem Budget und den Anpassungsoptionen, um einen zutreffenden PC zu erstellen. Die BLD-PCs werden von NZXT in Deutschland gebaut und versandt und erhalten eine Garantie von 3 Jahren.